# Ranua
Ranua [ˈrɑnuɑ] ist eine Gemeinde im Norden Finnlands mit 3618 Einwohnern (Stand 31. Dezember 2022).

## Geografie
Ranua liegt im Süden Lapplands an der Grenze zur Landschaft Nordösterbotten. Die nächste größere Stadt ist Rovaniemi 82 km nördlich. Ranua grenzt im Norden an die Gemarkung von Rovaniemi, im Osten an Posio, im Süden an Pudasjärvi und Ii sowie im Westen an Simo und Tervola.
Das Gemeindegebiet von Ranua ist mit fast 3700 km² (etwa das anderthalbfache Luxemburgs) ausgedehnt, zugleich aber sehr dünn besiedelt: Bei 3618 Einwohnern ergibt sich eine Bevölkerungsdichte von 1 Einwohnern pro Quadratkilometer Landfläche. Landschaftlich gehört Ranua noch nicht zum eigentlichen Lappland, sondern zum Großraum der bottnischen Küstenebene. Das Gemeindegebiet ist flach  und sumpfig – etwa 70 % der Landfläche Ranuas besteht aus Sümpfen. Der größte See in Ranua ist der 90 km² große Simojärvi. Ihm entspringt der Simojoki-Fluss,  der über Simo in den Bottnischen Meerbusen fließt.
Das Siedlungszentrum der Gemeinde ist das am Ufer des Ranuajärvi-Sees gelegene Kirchdorf von Ranua. Hier lebt die Hälfte der Einwohner Ranuas. Die restliche Bevölkerung verteilt sich auf folgende im Gemeindegebiet verstreute Dörfer (Einwohnerzahlen für 1998):
| - Asmuntti (100 Einwohner) - Hosio (124 Einwohner) - Impiö (155 Einwohner) - Kaisto (69 Einwohner) - Kelankylä (110 Einwohner) - Korte (88 Einwohner) - Kuha (203 Einwohner) - Kuukasjärvi (71 Einwohner) - Mauru (259 Einwohner) - Nikkilä (103 Einwohner) - Petäjäjärvi (65 Einwohner) | - Peurajärvi (88 Einwohner) - Pohjalahti-Pittisjärvi (140 Einwohner) - Portimo (197 Einwohner) - Putkivaara (86 Einwohner) - Rovastinaho (259 Einwohner) - Saariharju (123 Einwohner) - Sääskilahti (102 Einwohner) - Saukkojärvi (? Einwohner) - Telkkälä (67 Einwohner) - Tolja (212 Einwohner) |

Der wichtigste Verkehrsweg der Gemeinde ist die Hauptstraße 78 von Pudasjärvi nach Rovaniemi, die Ranua von Norden nach Süden durchquert. Vom Kirchdorf bestehen tägliche Busverbindungen nach Rovaniemi, Oulu und Kajaani. Die anderen Ortsteile sind durch ein weitmaschiges Straßennetz verbunden.
Rund 9 km nördlich des Kirchdorfs befindet sich der von Gemeinde betriebene Flugplatz Ranua. Er verfügt über eine 1200 m lange Asphaltlandebahn und wird ausschließlich von Sportfliegern genutzt. Der ICAO-Code des Flugplatzes ist EFRU.
Ranua ist ein möglicher Standort für den Abbau von Uran in Finnland. Im November 2008 begann der französische Konzern Areva mit Vorbereitungen für Probebohrungen.

## Bevölkerung
Ende Februar 2007 hatte Ranua 4616 Einwohner. Wie die meisten Gemeinden im strukturschwachen Norden und Osten Finnlands ist auch Ranua von der Abwanderung in die Ballungsräume Südfinnlands betroffen. Ende der 1960er Jahre hatte die Gemeinde noch über 7000 Einwohner. Nachdem sich die Einwohnerzahl in den 1980er Jahren konsolidierte, folgte auf die finnische Wirtschaftskrise Anfang der 1990er Jahre eine neue Abwanderungswelle, die bis heute anhält: Seit 1993 ist die Einwohnerzahl jährlich um durchschnittlich 85 gesunken. Die negative Bevölkerungsbilanz zeigt sich auch darin, dass der Anteil der über 65-Jährigen mit 17,2 % überproportional hoch ist und die Frauen mit 47,5 % der Bevölkerung unterrepräsentiert sind. In Ranua finden sich zahlreiche Ferienhäuser (mökki); besonders in den Sommerferien verdoppelt sich die Einwohnerzahl der Gemeinde durch die Urlauber nahezu.
Ranua ist amtlich einsprachig finnischsprachig. Dabei gehört die Gemeinde zum Übergangsgebiet zwischen drei Dialektgebieten: Der in der Ranua gesprochene nordösterbottnische Dialekt geht hier bereits im Norden in die lappländischen Peräpohjola-Dialekte und im Osten in die zur Gruppe der Savo-Dialekte gehörigen Mundarten der Koillismaa-Region über.

## Politik
Wie allgemein in den ländlichen Gegenden Nordfinnlands ist auch in Ranua die Zentrumspartei die stärkste politische Kraft. Bei den Kommunalwahlen 2008 erhielt sie über die Hälfte der Stimmen, bei der Parlamentswahl 2007 waren es sogar nahezu 70 %. Im Gemeinderat, der höchsten Entscheidungsinstanz bei lokalen Angelegenheiten, stellt sie 17 von 27 Abgeordneten. Zweitgrößte Fraktion ist die lokale Wahlliste Parempi Ranua („ein besseres Ranua“) mit fünf Sitzen. Die beiden anderen großen Parteien des Landes, die Sozialdemokraten und die Nationale Sammlungspartei spielen mit drei bzw. zwei Sitzen kaum eine Rolle. Das im übrigen Lappland starke Linksbündnis schaffte den Einzug in den Gemeinderat 2008 nicht mehr.
Gemeindedirektor von Ranua ist Kimmo Sarapää.
| Partei                    | Wahlergebnis 2008 | Sitze |
| ------------------------- | ----------------- | ----- |
| Zentrumspartei            | 58,8 %            | 17    |
| Parempi Ranua             | 17,8 %            | 5     |
| Sozialdemokraten          | 11,9 %            | 3     |
| Nationale Sammlungspartei | 9,4 %             | 2     |

Ranua unterhält Städtepartnerschaften mit der norwegischen Gemeinde Balsfjord (seit 1980) und der japanischen Gemeinde Iwasaki (seit 1992).

## Wappen
Beschreibung: In Grün  ein silberner zum Schildfuß verschobener Wellenbalken  über dem eine silberne Schrotsäge schwebt.

## Kultur und Sehenswürdigkeiten

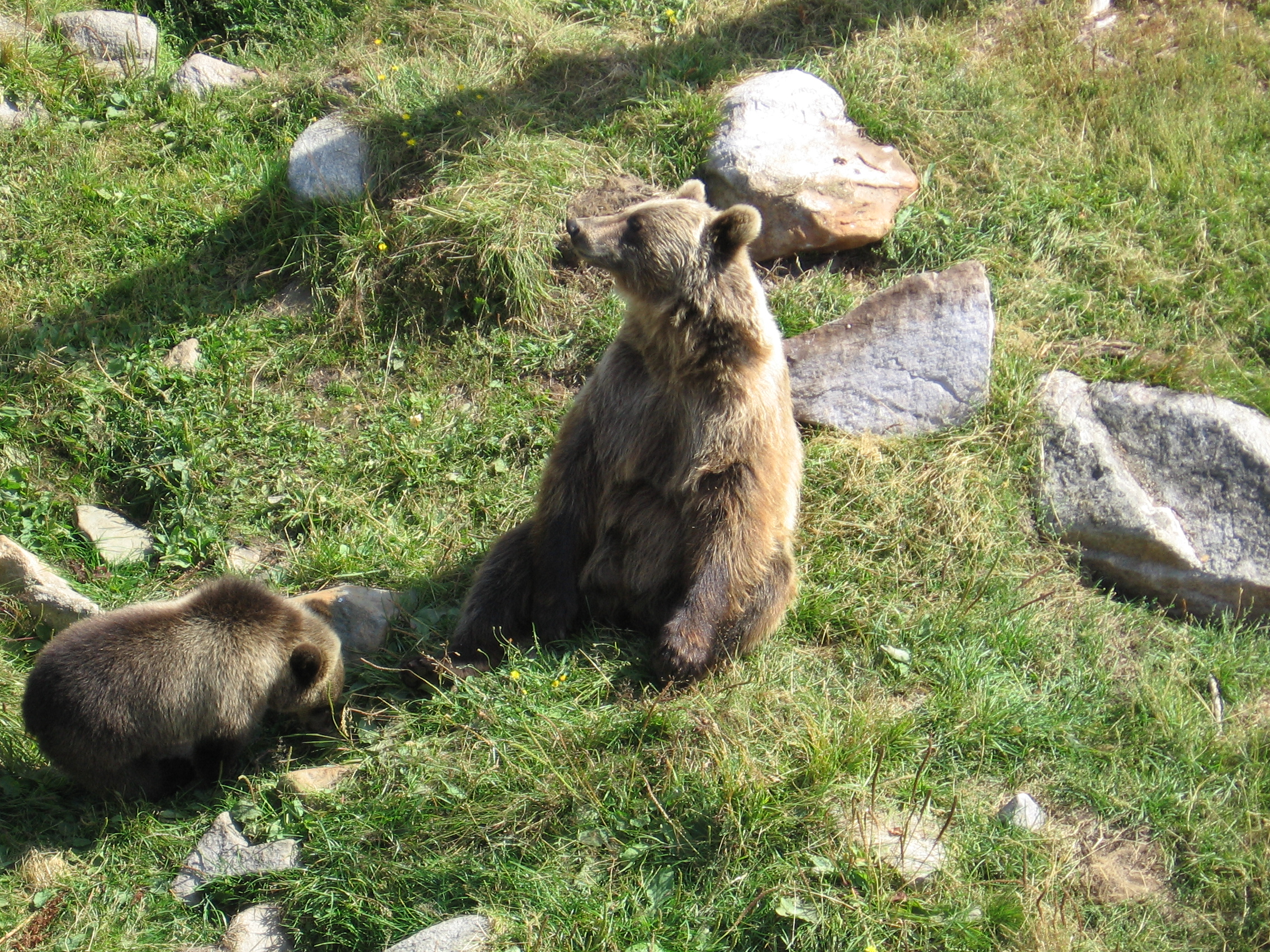
Braunbären im Ranua-Zoo

Hauptattraktion der Gemeinde ist der 1983 eröffnete Ranua-Zoo. Mit 80.000 Besuchern pro Jahr ist er das beliebteste Familienausflugsziel Lapplands. Der Zoo präsentiert in einer naturnahen Umgebung nordische und arktische Tierarten. Darunter sind neben heimischen Arten wie Braunbären Wölfen, Elchen etc. auch die einzigen Eisbären Finnlands. Insgesamt leben in dem Tierpark etwa 200 Tiere in 50 Arten. An den Tierpark ist ein 3,4 km langer Naturpfad angeschlossen.
Am Ufer des Simojärvi befindet sich das „Japanhaus“ (japanitalo), ein Gebäude in traditionellem japanischem Baustil und Interieur, in dem Ausstellungen, Kurse und Vorträge zur japanischen Kultur geboten werden. Der Komplex verfügt auch über Übernachtungsmöglichkeiten und wird von der Gemeinde auch als Konferenzzentrum der gehobenen Klasse vermarktet.
In Ranua finden sich zwei historische Dorfensembles, die als Beispiele für die nordfinnische Architektur des 18. und 19. Jahrhunderts unter Denkmalschutz stehen. Dabei handelt es sich um historische Bauernhöfe in den Dörfern Kuha und Kuukasjärvi.

## Kirche

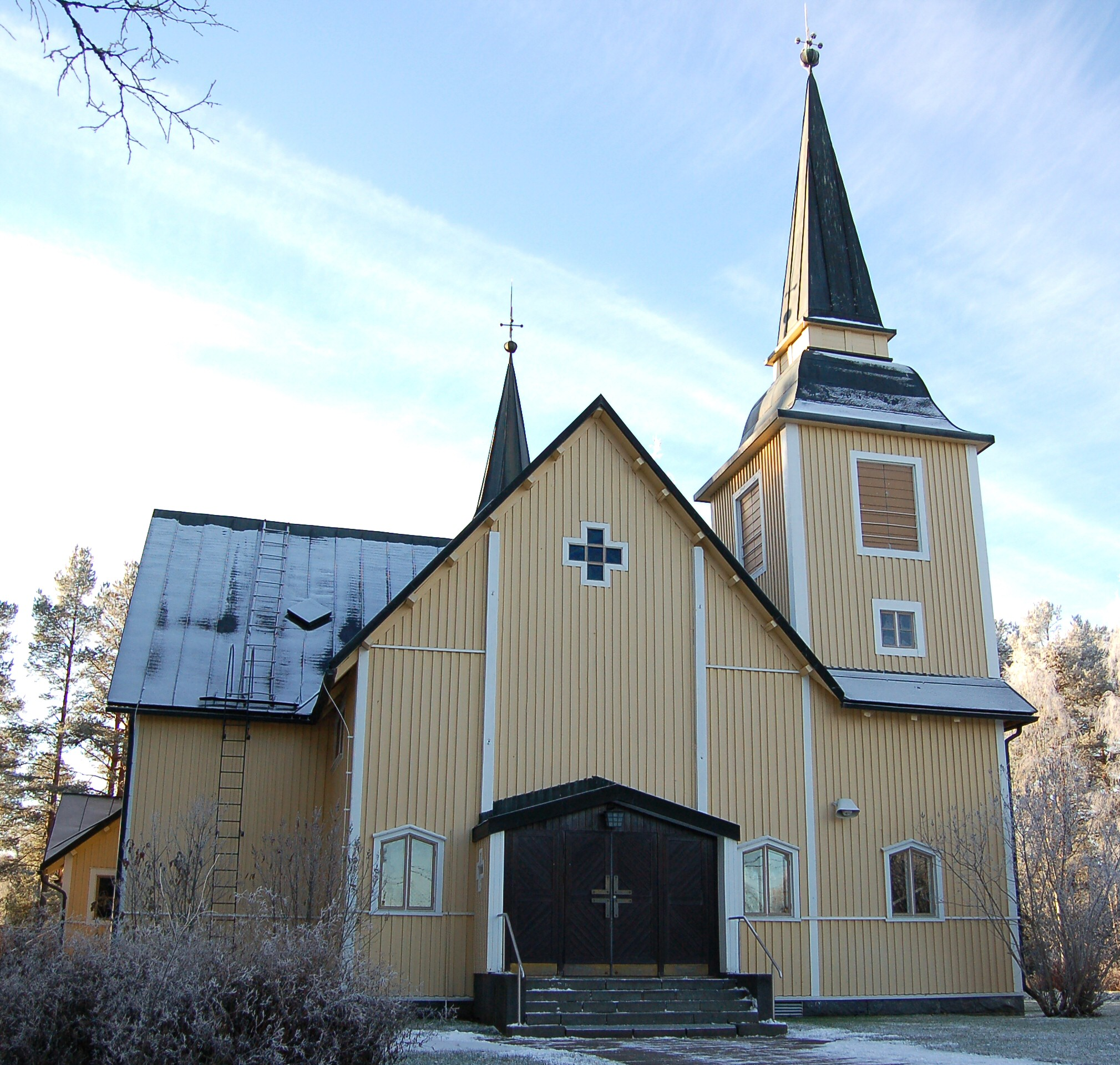
Lutherische Pfarrkirche (1914)

Die lutherische Kirchengemeinde Ranua wurde 1899 nach einem Beschluss des finnischen Senats aus Teilen der Kirchspiele Pudasjärvi, Simo und Rovaniemi geschaffen, nahm jedoch erst 1917 nach dem Bau der Pfarrkirche und Pfarrei die Tätigkeit auf.
Die 1914 geweihte Pfarrkirche wurde nach Plänen von Jarl Eklund im Stil der finnischen Nationalromantik, wenn auch in eher schlichter Ausführung erbaut. Sie ist eine kleine Kreuzkirche mit Satteldach in Holzbauweise; der Glockenturm ist im Winkel von Quer- und Längsschiff neben dem Portal in den Gesamtkomplex integriert. Die 1916 erbaute benachbarte Pfarrei dient heute als Heimatmuseum.
Wie in ganz Lappland ist der Laestadianismus in Ranua recht stark. Diese Erweckungsbewegung wirkt zwar innerhalb der evangelisch-lutherischen Kirche Finnlands und somit auch unter dem Dach der evangelischen Kirchengemeinde Ranua, organisiert aber auch eigene Andachten, Bibelkreise und Jugendgruppen. Während sich der Laestadianismus andernorts in zahlreiche Gruppen gespalten hat, stellt sich die Bewegung in Ranua recht homogen dar; fast alle Mitglieder der Bewegung gehören dem „altlaestadiansistischen“ Zweig an. Dieser zählt rund in Ranua rund 900 Gläubige, die in sechs „Friedensvereinen“ (rauhanyhdistys) organisiert sind. 1987 wurde rund acht Kilometer vom Ortszentrum die christliche Volkshochschule Ranua ins Leben gerufen, die von einem laestadianistichen Trägerverein geleitet wird. Sie ist nach den Volkshochschulen in Reisjärvi und Jämsä die dritte laestadianische Schulgründung und im Sommer Veranstaltungsort einer der drei „Studienzusammenkünfte“ (opistoseura) des Altlaestadianismus; die dreitägige Veranstaltung zieht jährlich bis zu 10.000 Gläubige an.

## Persönlichkeiten
- Ilkka Koivula (* 1966), Schauspieler